# Der stählerne Adler II
Der stählerne Adler II (Originaltitel: Iron Eagle II) ist ein Actionfilm von Sidney J. Furie aus dem Jahr 1988. Er ist eine Fortsetzung des Films Der stählerne Adler aus dem Jahr 1986.

## Handlung
Im Nahen Osten (nach der Karte im Irak) befindet sich eine nukleare Einrichtung, die sowohl von den Sowjets, als auch von den USA als Bedrohung angesehen wird und daher ausgeschaltet werden muss.
Das Verteidigungsministerium der Vereinigten Staaten entscheidet sich gegen den Vorschlag von General Stillmore, einen Atomschlag aus großer Höhe durchzuführen und will stattdessen eine binationale Einheit aus Amerikanern und Sowjets einsetzen, um diese Einrichtung zu zerstören.
Mit der Durchführung der Aktion wird Colonel Charles Chappy Sinclair beauftragt, der dafür temporär zum General befördert wird.
In Israel treffen sich beide Gruppen zu Übungszwecken, was zu Auseinandersetzungen aufgrund der verschiedenen Ideologien führt. Nach dem Tod eines amerikanischen Piloten findet Sinclair heraus, dass die Operation sowohl von der eigenen wie von der anderen Seite sabotiert wurde, indem Soldaten dafür ausgewählt worden waren, die sich zwangsläufig nicht mit „der anderen Seite“ verstehen und teilweise militärisch wie politisch „kalt“ gestellt wurden.
Als der ursprüngliche Plan eines Atomangriffes wieder aufgenommen wird, entschließt sich die Gruppe, auf eigene Faust loszufliegen und die Einrichtung zu zerstören, was auch gelingt.

## Kritiken
- Lexikon des internationalen Films schrieb, der Actionfilm sei „lächerlich“, „langweilig“, „lustlos gespielt“ und „schlecht geschnitten“.[1]
- Richard Harrington schrieb 1988 in der Washington Post, der Film wirke wie ein Videospiel. Er sei langweilend, sein Soundtrack sei lachhaft.[2]
- Clint Morris schreibt bei Moviehole.net, der Film sei nicht so gut wie der erste Film. Flugszenen und Actionszenen können den Jungs dennoch gefallen.[3]

## Auszeichnungen
Der Nebendarsteller Maury Chaykin und die Tonexperten (in zwei Kategorien) wurden 1989 für den Genie Award nominiert.

## Hintergrund
Der in Israel gedrehte Film spielte in den US-Kinos 10,5 Millionen US-Dollar ein.